# رأفت محمد
رأفت محمد (عربی: رأفت محمد؛ زادهٔ ۶ ژوئیهٔ ۱۹۷۷) بازیکن سابق و مربی فوتبال اهل سوریه است.
از باشگاه‌هایی که در آن بازی کرده‌است می‌توان به باشگاه فوتبال الشباب اردن، باشگاه ورزشی الوحده (سوریه)، و باشگاه ورزشی الجیش (سوریه) اشاره کرد.
وی همچنین در تیم ملی فوتبال سوریه بازی کرده‌است.